# Экономика Аризоны

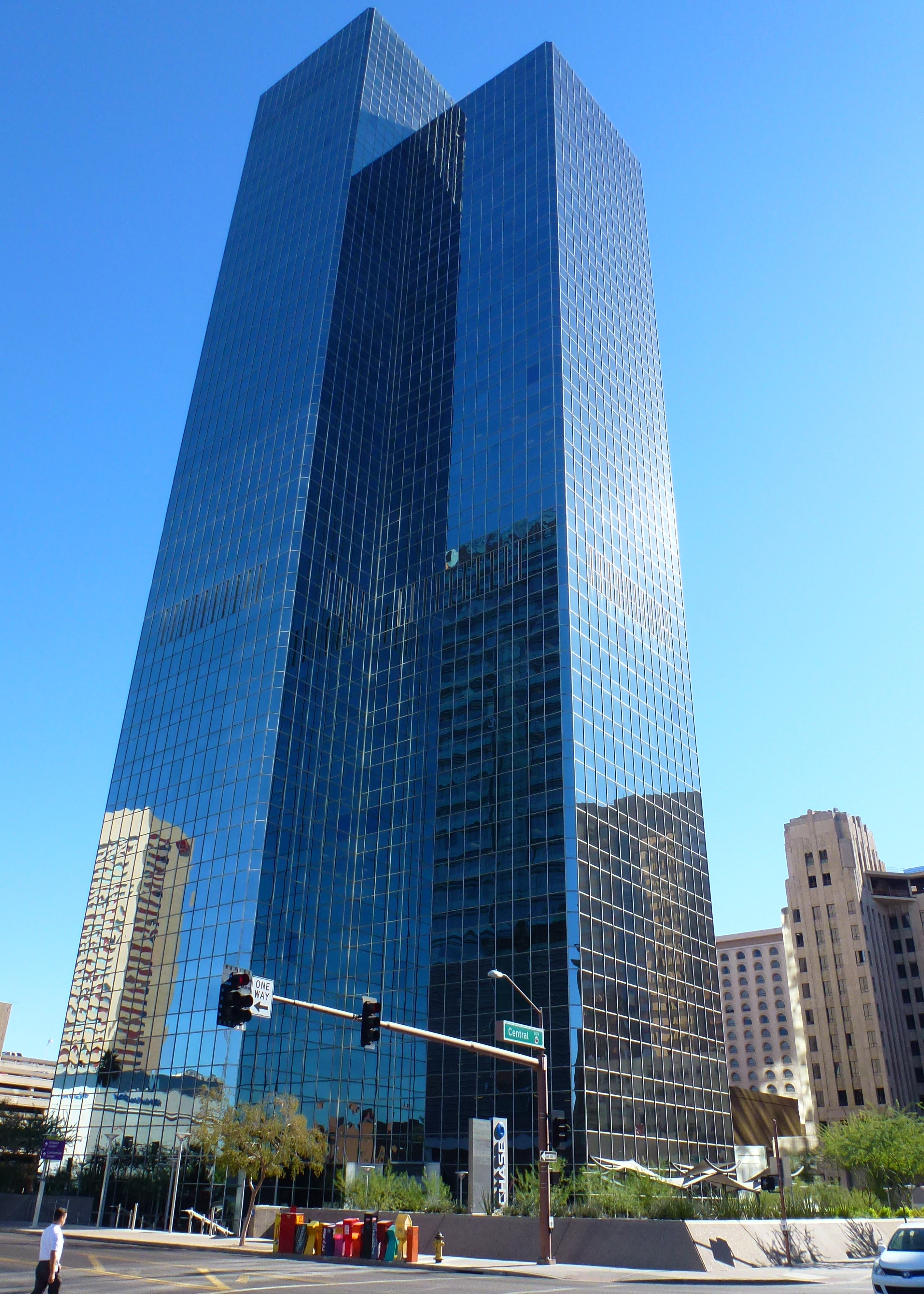
Chase Tower — самое высокое здание в Аризоне и местная штаб-квартира банка JPMorgan Chase

Экономика Аризоны носит разносторонний характер со значительной долей торговли, медицинских, образовательных, транспортных, государственных и финансовых услуг. В 2011 году валовой внутренний продукт штата составлял 259 млрд долларов, таким образом, экономика Аризоны превышала экономики таких стран, как Ирландия, Финляндия или Новая Зеландия. Доход на душу населения составлял 40,8 тыс. долларов, по этому показателю Аризона занимала 39 место среди штатов США. Средний доход аризонской семьи составлял 50,4 тыс. долларов (22 место в стране, но ниже среднего уровня по США).
Исторически пятью столпами экономики Аризоны были «пять C» — copper (медь), cotton (хлопок), cattle (коровы), citrus (цитрусовые) и climate (климатический туризм). Несмотря на то, что сейчас преобладают отрасли сферы услуг, добыча меди всё ещё играет важную роль в экономике штата. Правительство штата является крупнейшим работодателем Аризоны, а компания Banner Health — крупнейшим частным работодателем. По состоянию на 2018 год уровень безработицы составлял в Аризоне 4,6 %.
Крупнейшими экономическими центрами Аризоны являются Финикс и его пригороды Меса, Чандлер, Глендейл, Скотсдейл, Гилберт, Темпе, Пеория и Сюрпрайз, а также Тусон.

## Крупнейшие компании

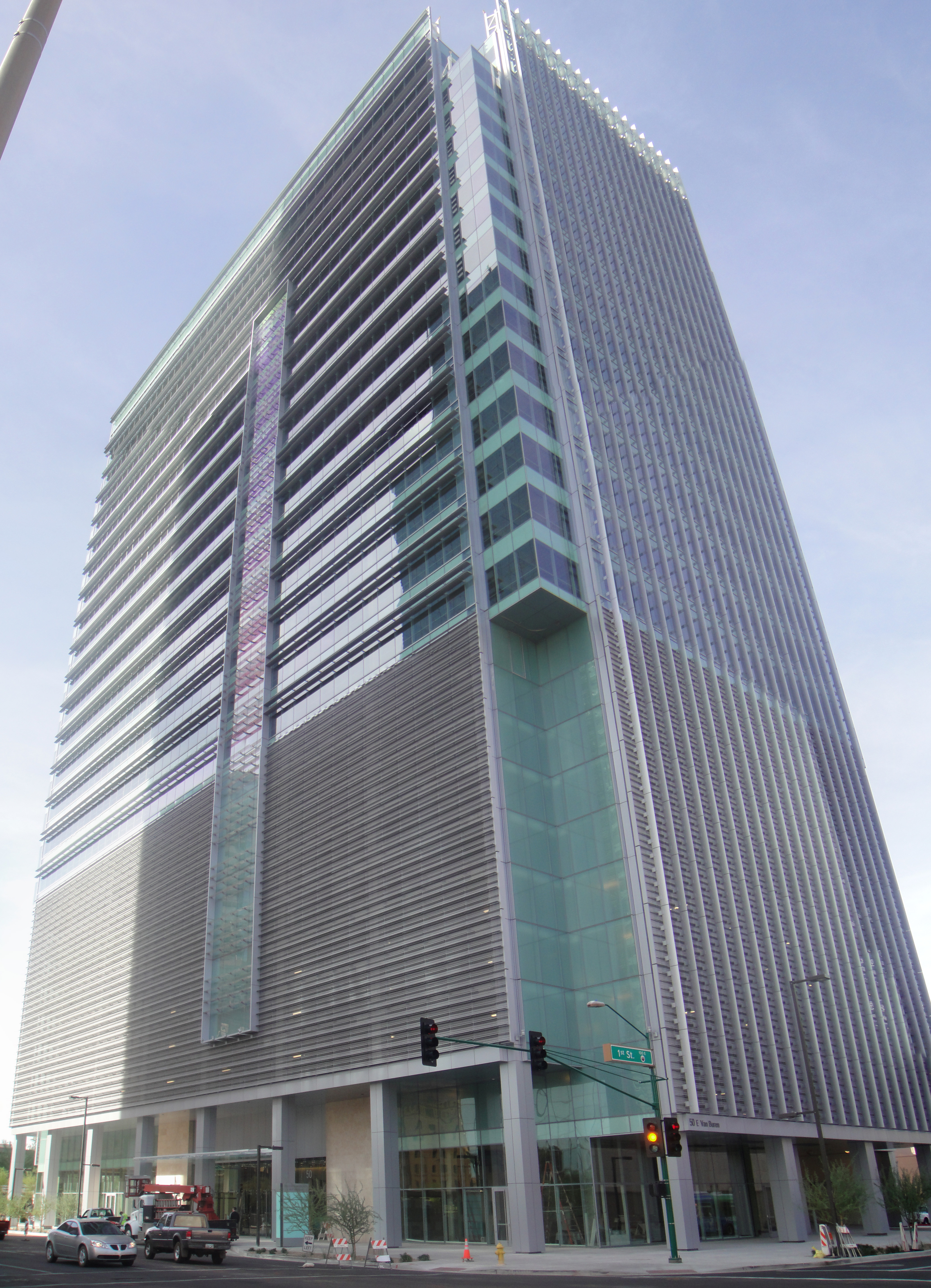
Штаб-квартира Freeport-McMoRan в Финиксе

По состоянию на 2018 год крупнейшими публичными компаниями, штаб-квартиры которых расположены в Аризоне, были Freeport-McMoRan (Финикс, продажи — 17,6 млрд долл., активы — 36,6 млрд долл.), Republic Services (Финикс, продажи — 10,1 млрд долл., активы — 21,1 млрд долл.), ON Semiconductor (Финикс, продажи — 5,5 млрд долл., активы — 7,3 млрд долл.), Pinnacle West Capital (Финикс, продажи — 3,6 млрд долл., активы — 17,1 млрд долл.), Avnet (Финикс, продажи — 18,6 млрд долл., активы — 9,7 млрд долл.) и Microchip Technology (Чандлер, продажи — 4 млрд долл., активы — 8,3 млрд долл.).
Среди других крупных компаний, которые базируются в Аризоне — PetSmart, Banner Health, Apollo Education Group, Sprouts Farmers Market, Swift Transportation, U-Haul, Southern Copper, Realty Executives, Arizona Public Service, Knight Transportation, Cavco Industries, Mesa Airlines, Shamrock Farms, Viad, TriWest Healthcare Alliance, Mobile Mini, Cable One, Honeywell Aerospace и Best Western (Финикс), Circle K, US Airways, Amkor Technology, Northern Tier Energy, Insight Enterprises, First Solar (Темпе), Massage Envy, Honor Health, International Cruise & Excursions, Carlisle Cos, Benchmark Electronics, Discount Tire, Magellan Health, eFunds Corporation, Go Daddy, Kona Grill, Services Group of America, Casino Arizona, Fender (Скотсдейл), Microchip Technology, Bashas', Arion Care Solutions, Rogers Corporation, OnTrac (Чандлер), Asarco (Сагуарита), Mister Car Wash, Walbro и Leoni Wiring Systems (Тусон), Consolidated Graphics и Northern Arizona Healthcare (Флагстафф), Knipp Brothers Industries (Глендейл).
Богатейшими людьми Аризоны являются совладельцы U-Haul Марк Шоэн (3,2 млрд долларов) и Джо Шоэн (2,7 млрд долларов), совладелец Arizona Beverage Дон Вултаджио (3 млрд долларов), совладелец Campbell Soup и инвестор в недвижимость Беннет Дорранс (2,7 млрд долларов), совладелец Go Daddy Боб Парсонс (2,7 млрд долларов), совладелец Los Angeles Angels Артуро Морено (2,5 млрд долларов), совладелец DriveTime и Carvana Эрнест Гарсия (2,3 млрд долларов), совладелец Berkshire Hathaway Стюарт Хорейси (1,8 млрд долларов), совладелец Insys Therapeutics Джон Капур (1,8 млрд долларов), совладелец Swift Transportation и Swift Air Джерри Мойес (1,7 млрд долларов).

## Торговля, транспорт и энергетика
По состоянию на 2014 год в секторе работало 488,6 тыс. человек. В 2016 году крупнейшими работодателями в сфере розничной торговли и общественного питания являлись Wal-Mart Stores, включая сеть Sam’s Club (34,8 тыс. человек, сеть супермаркетов), Kroger, включая сеть Fry's Food and Drug (16,8 тыс. человек, сеть продуктовых магазинов и аптек), McDonald’s (15,8 тыс. человек, сеть ресторанов быстрого питания), Albertsons (14,5 тыс. человек, сеть продуктовых магазинов и аптек), The Home Depot (10 тыс. человек, сеть строительных магазинов), Bashas' (8,5 тыс. человек, сеть продуктовых магазинов), Target (8,2 тыс. человек, сеть супермаркетов), CVS Health (7,2 тыс. человек, сеть аптек), Circle K (6,8 тыс. человек, сеть магазинов и автозаправок), Walgreens (5,9 тыс. человек, сеть аптек), Costco (4,8 тыс. человек, сеть оптовых магазинов), Lowe’s (4,1 тыс. человек, сеть магазинов товаров для дома), Starbucks (3,9 тыс. человек, сеть кофеен), Macy's (3,7 тыс. человек, сеть универмагов), Sprouts Farmers Market (3,5 тыс. человек, сеть продуктовых магазинов), PetSmart (3,3 тыс. человек, сеть магазинов товаров для животных), QuikTrip (2,8 тыс. человек, сеть магазинов), Fox Restaurant (2,5 тыс. человек, сеть ресторанов), Avnet (2,5 тыс. человек, дистрибуция электронных компонентов), Kohl's (2,5 тыс. человек, сеть универмагов), O'Reilly Auto Parts (2,3 тыс. человек, сеть магазинов автозапчастей), Discount Tire (2 тыс. человек, сеть магазинов шин и колёс).
Одним из наиболее популярных торговых форматов штата является торговый центр (молл). Компания Westcor управляет крупнейшей в Аризоне сетью торговых центров — Metrocenter, Desert Sky Mall, Paradise Valley Mall и Biltmore Fashion Park (Финикс), The Borgata, Scottsdale Fashion Square и Kierland Commons (Скотсдейл), Superstition Springs Center (Меса), Arrowhead Towne Center (Глендейл), Chandler Fashion Center (Чандлер), SanTan Village (Гилберт), Estrella Falls (Гудиер), Flagstaff Mall (Флагстафф), La Encantada (Каталина-Футхиллс), Prescott Gateway Mall (Прескотт), The Promenade (Каса-Гранде). Компания Rouse Properties управляет торговым центром The Mall в Сьерра-Висте, компания Vestar Development — торговыми центрами Desert Ridge Marketplace в Финиксе и Tempe Marketplace в Темпе, компания Kimco Realty — торговым центром Mesa Riverview в Месе, компания Kroenke Sports & Entertainment — торговым центром El Con Center в Тусоне, компания GGP — торговыми центрами Tucson Mall и Park Place в Тусоне, компания Simon Property Group — торговым центром Arizona Mills в Темпе, компания Craig Realty Group — торговым центром The Outlets в Антеме, компания Shenkarow Group — торговым центром Casas Adobes Plaza в Касас-Адобес, компания Feldman Mall Properties — торговым центром Foothills Mall в Касас-Адобес. 
Крупнейшими работодателями в транспортной и логистической сфере являлись American Airlines (10 тыс. человек, авиационные перевозки), United Parcel Service (5 тыс. человек, почтовые услуги), Southwest Airlines (4,4 тыс. человек, авиационные перевозки), U-Haul (3,6 тыс. человек, услуги мувинга), FedEx (2,6 тыс. человек, почтовые услуги), Swift Transportation (2,3 тыс. человек, автомобильные грузоперевозки), BNSF Railway (1,6 тыс. человек, железнодорожные перевозки). В Темпе расположена штаб-квартира авиакомпании US Airways.
Важное значение в транспортной инфраструктуре Аризоны имеют автомагистрали I-8, I-10, I-15, I-17, I-19 и I-40. Международный аэропорт Финикс Скай-Харбор в 2017 году обслужил почти 44 млн пассажиров, а международный аэропорт Тусона — 3,4 млн пассажиров. Также пассажирские перевозки осуществляют Amtrak (железнодорожные линии Новый Орлеан — Тусон — Лос-Анджелес и Чикаго — Флагстафф — Лос-Анджелес), скоростной трамвай Финикса и трамвай Sun Link в Тусоне. 
Крупнейшими работодателями в сфере энергетики и коммунального хозяйства являлись Arizona Public Service (6,4 тыс. человек, производство и дистрибуция электроэнергии), Salt River Project (5,3 тыс. человек, производство электроэнергии и поставки воды), Waste Management (2 тыс. человек, сбор и переработка отходов), Tucson Electric Power (2 тыс. человек, производство и дистрибуция электроэнергии), Republic Services (1,5 тыс. человек, сбор и переработка отходов). В Аризоне работают крупнейшая в стране АЭС Пало-Верде, угольные ТЭС Навахо, Мохаве и Чолла, ГЭС Гувер-Дам, Рузвельт-Дам, Глен-Каньон-Дам, Паркер-Дам и Дэвид-Дам.
Большое внимание уделяется возобновляемым источникам энергии. В Аризоне действуют солнечные электростанции Agua Caliente, Mesquite, Avra Valley и Solana, ветряная электростанция Драй-Лейк компании Iberdrola. 

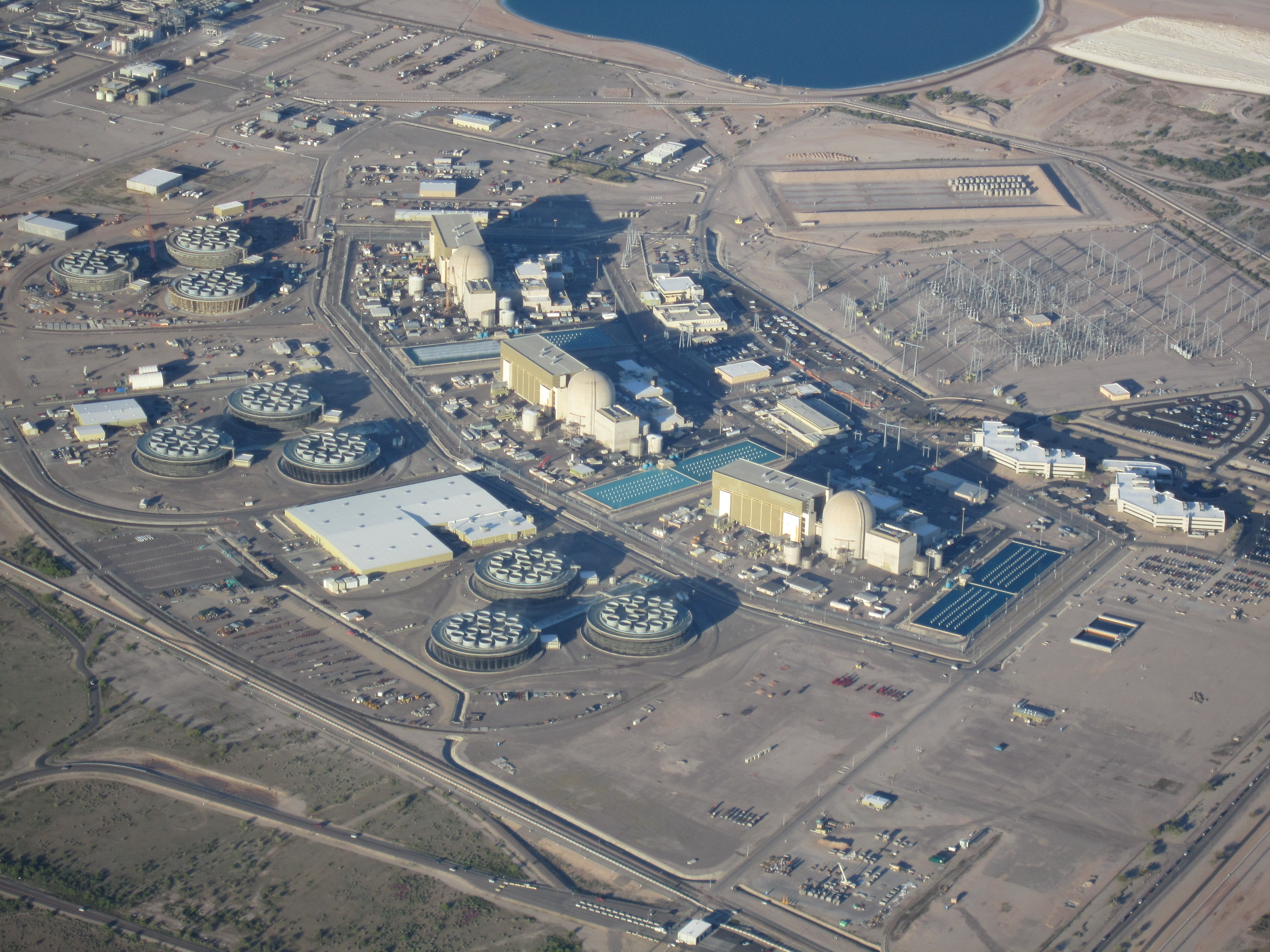
АЭС Пало-Верде
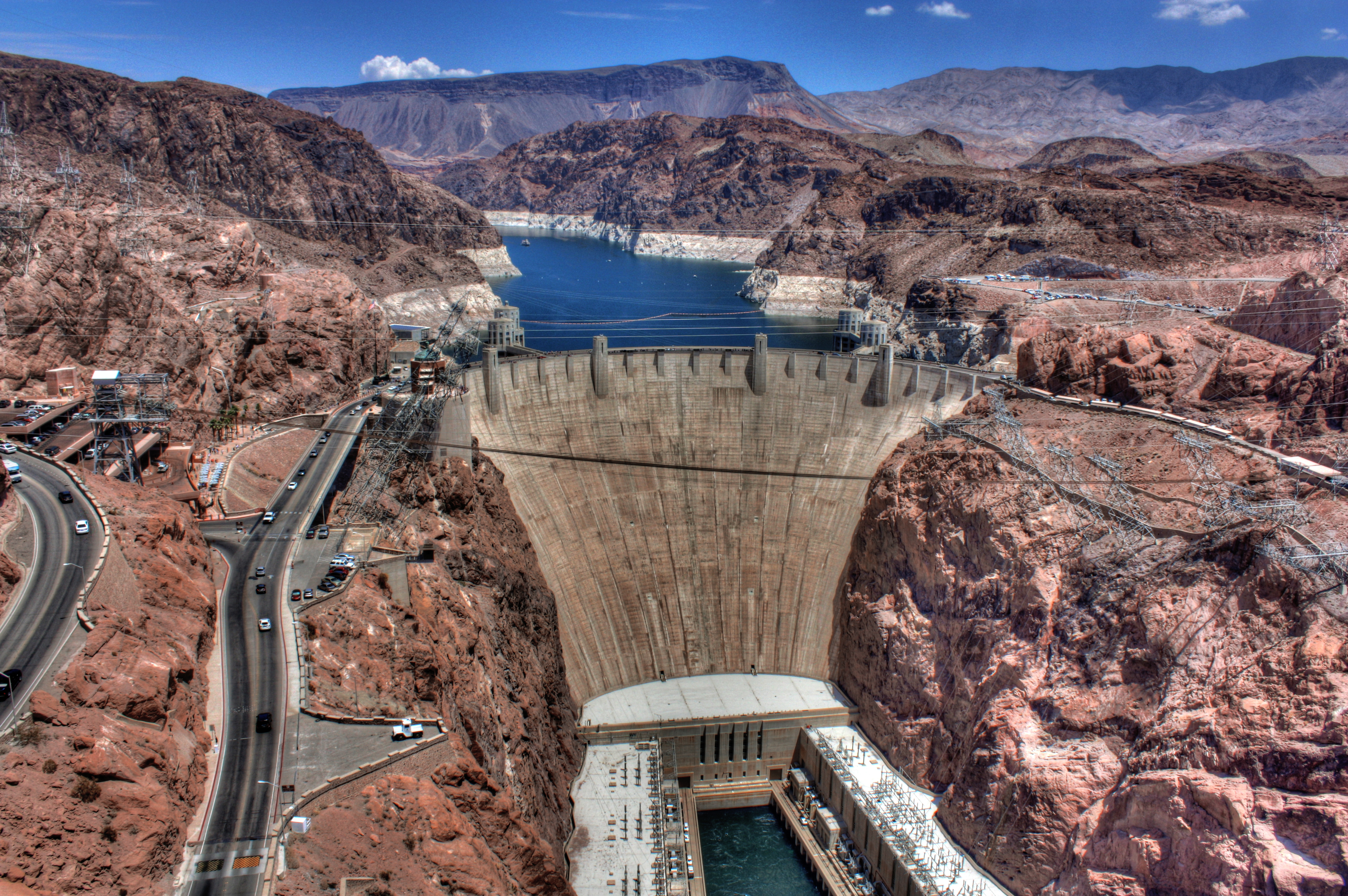
ГЭС Гувер-Дам
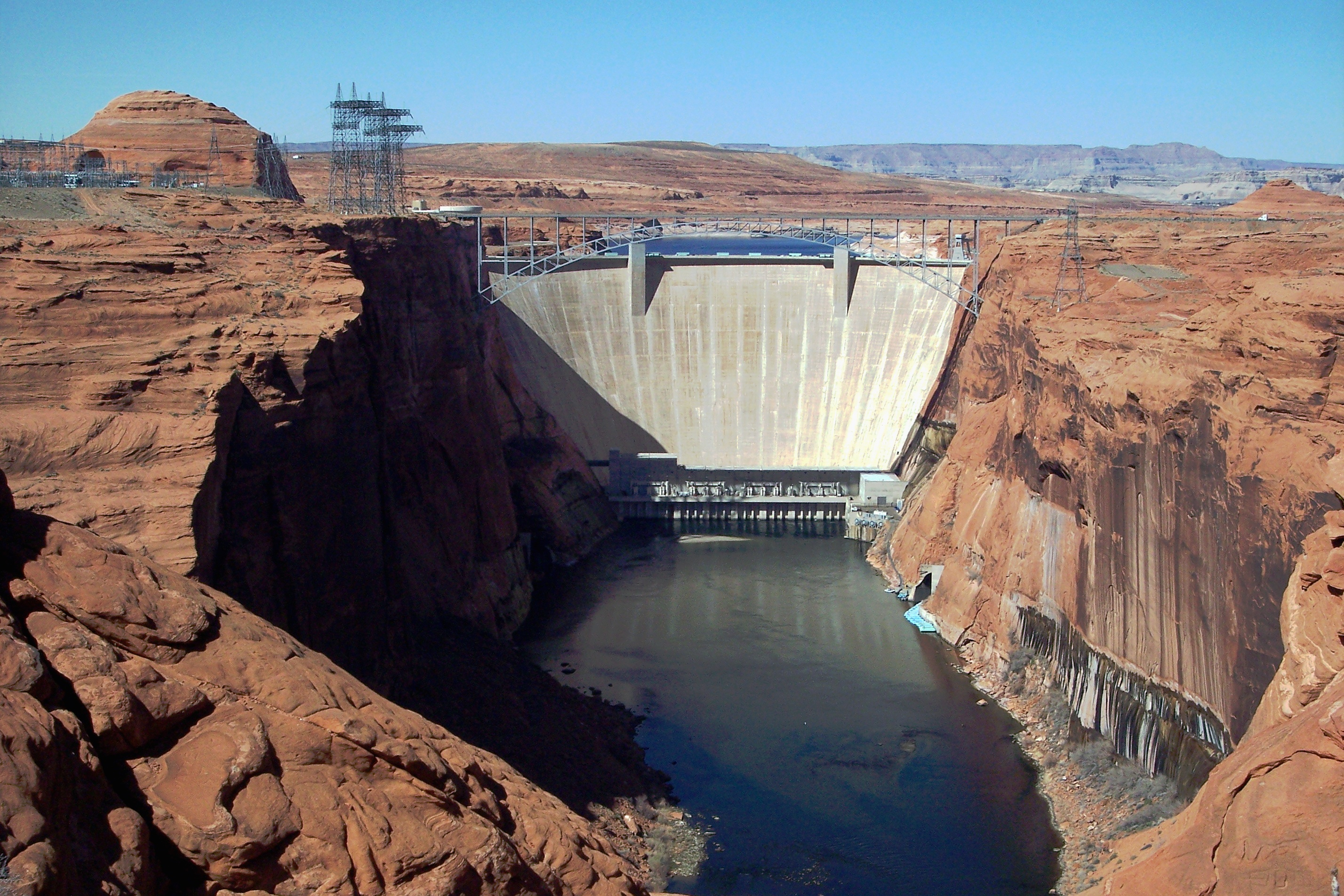
ГЭС Глен-Каньон
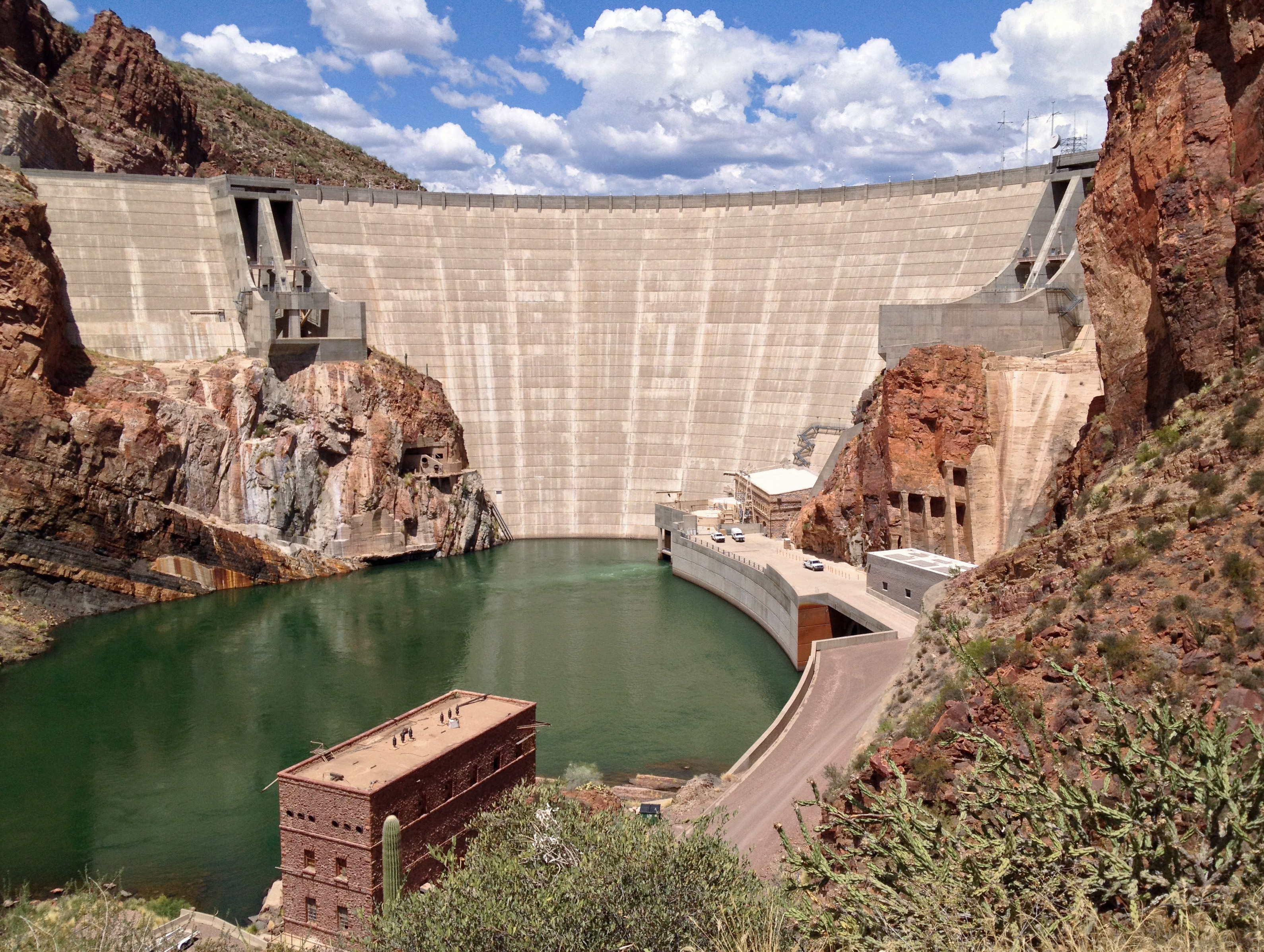
ГЭС Рузвельт-Дам
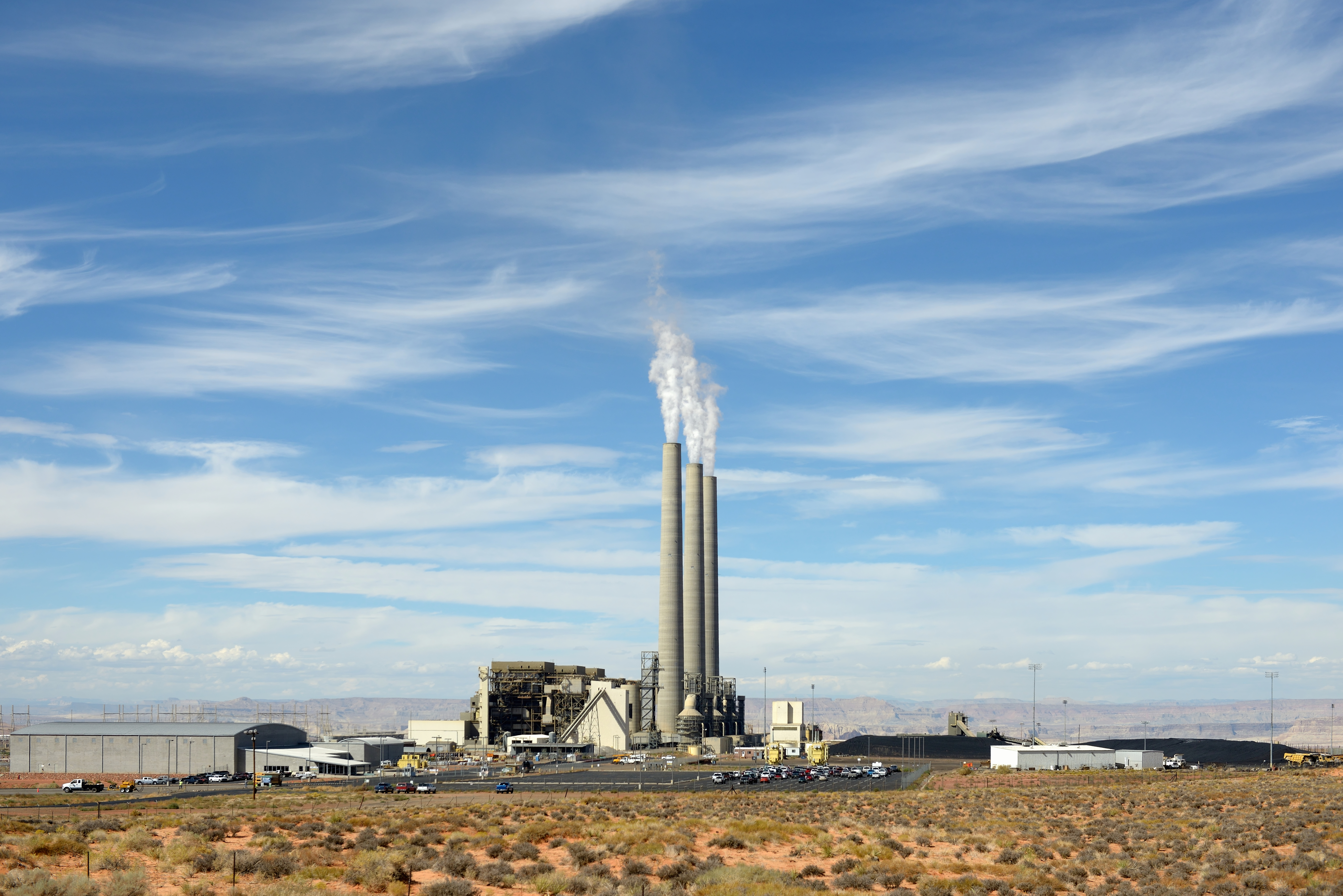
ТЭС Навахо
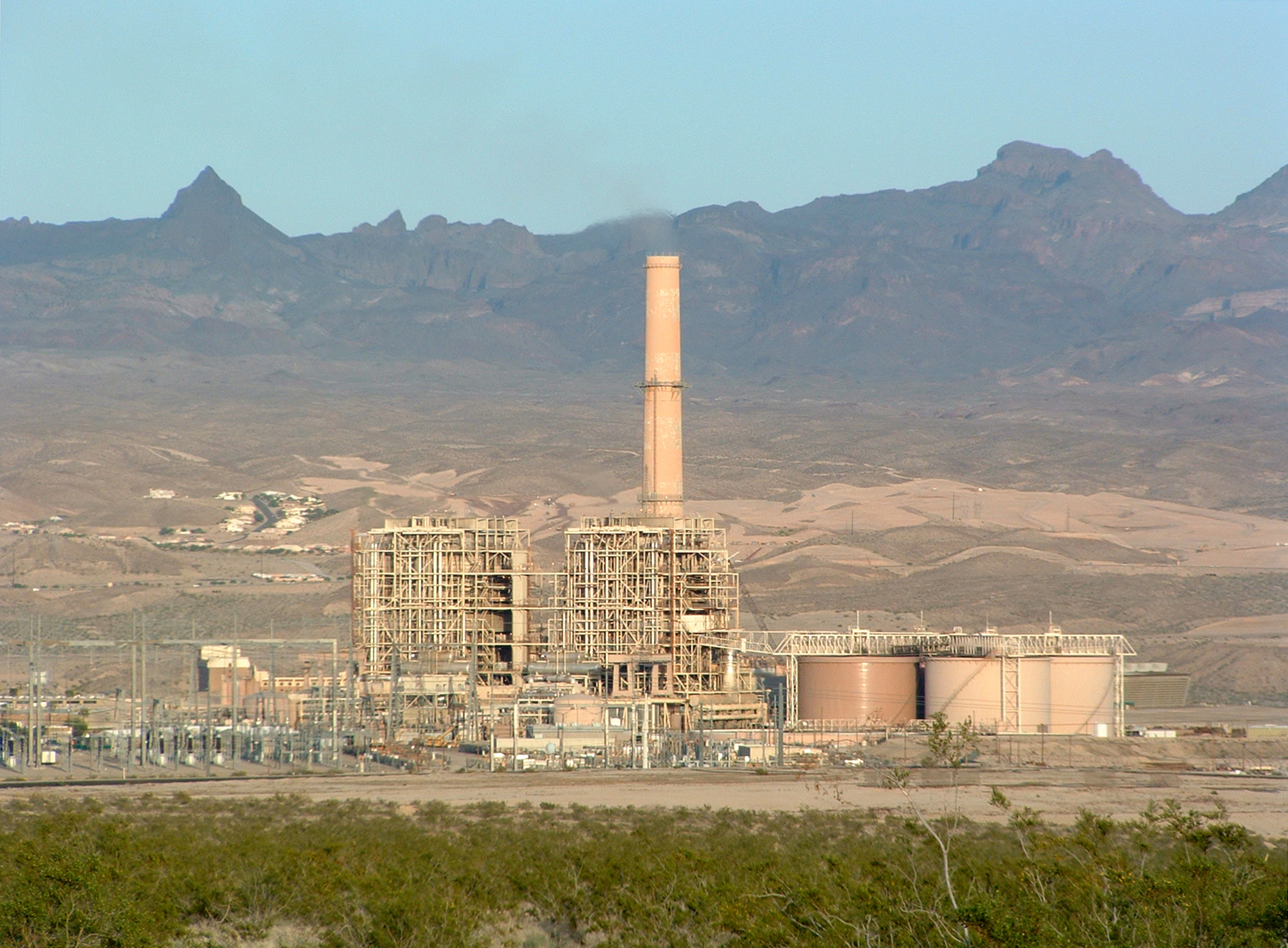
ТЭС Мохаве
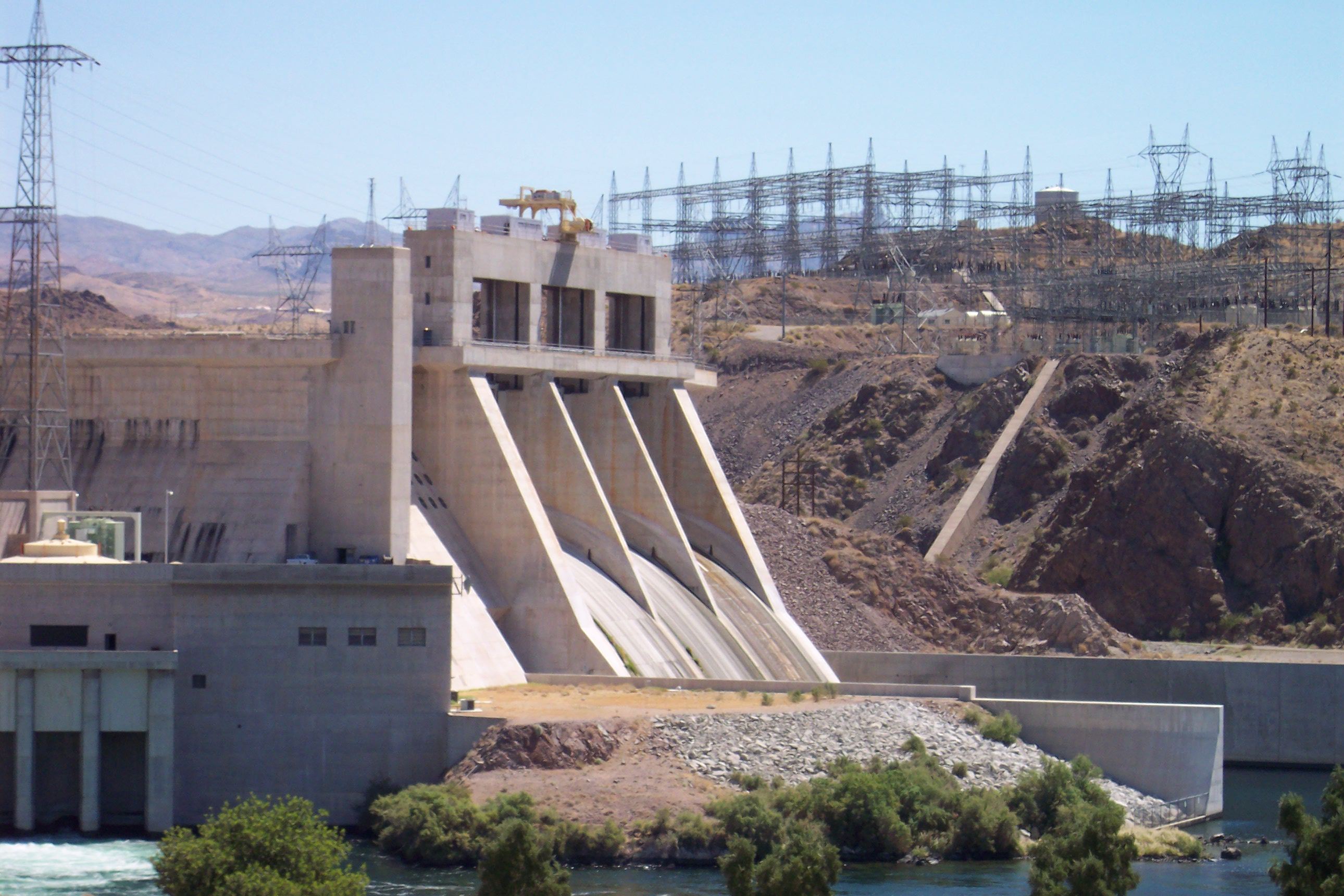
ГЭС Дэвид-Дам
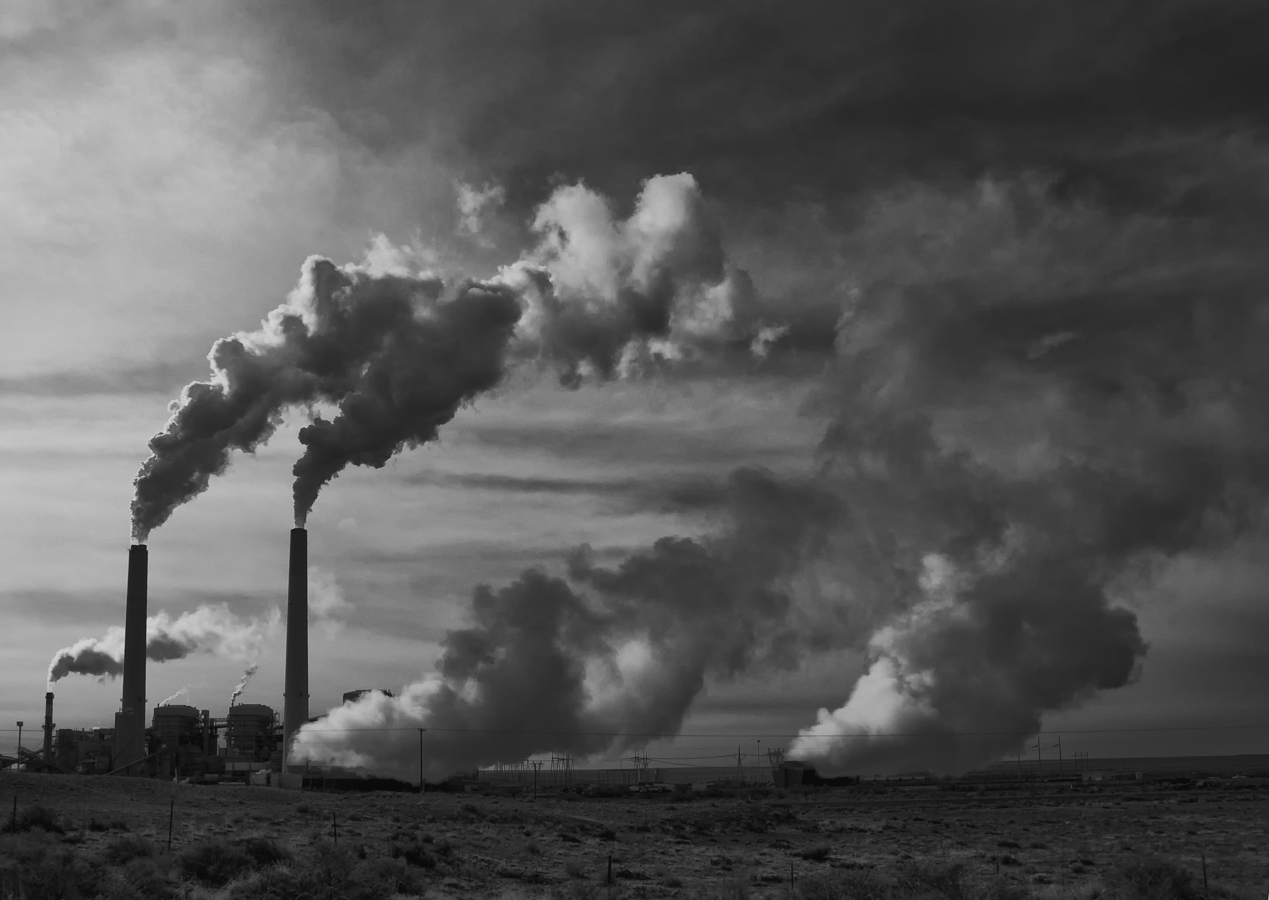
ТЭС Чолла
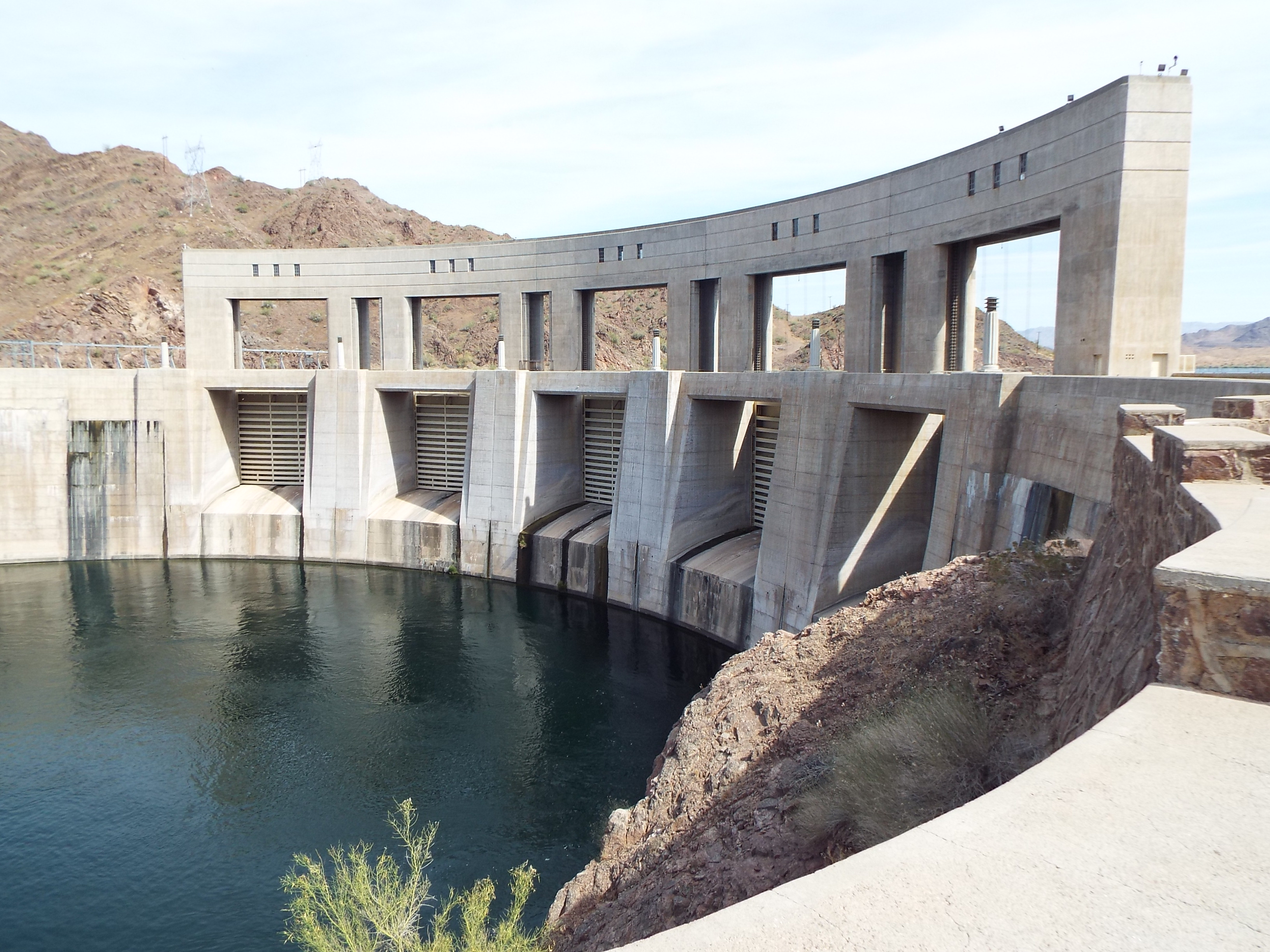
ГЭС Паркер-Дам
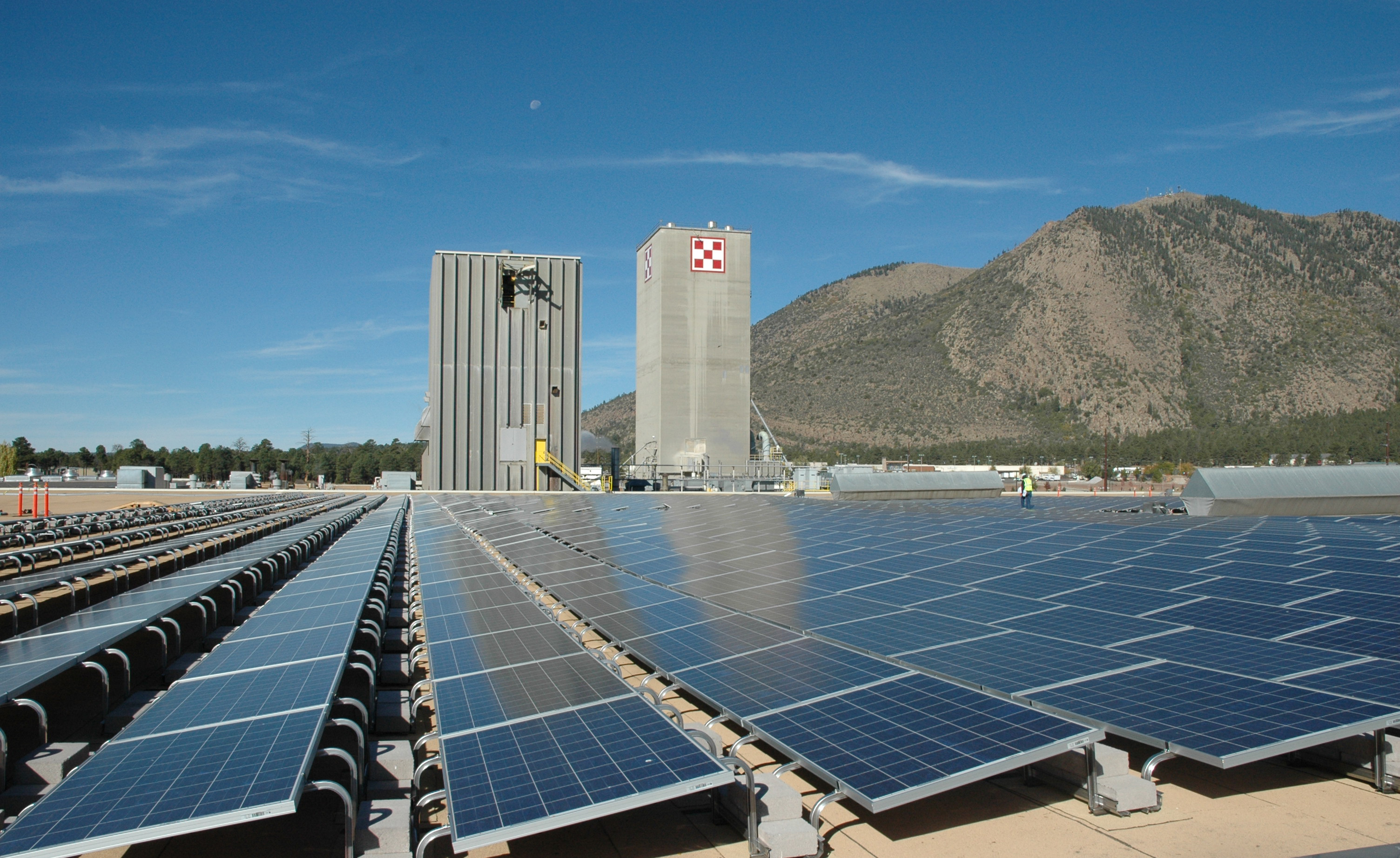
СЭС Нестле

## Правительственные услуги
По состоянию на 2014 год в секторе работало 408,5 тыс. человек (полиция, армия, пограничники, таможенники, государственные школы и колледжи, суды, тюрьмы и исправительные учреждения, аварийно-спасательные и социальные службы, власти штата, округов и городов, библиотеки и музеи). Крупнейшими работодателями являются власти штата (49,8 тыс. человек), городские власти Финикса (15,1 тыс. человек), власти округа Марикопа (12,8 тыс. человек), авиабаза Девис-Монтен в Тусоне (8,3 тыс. человек), Почтовая служба США (8 тыс. человек), авиабаза корпуса морской пехоты в Юме (6,8 тыс. человек), авиабаза Люк возле Глендейла и военный полигон Юма (2,1 тыс. человек).

## Образование и медицина
По состоянию на 2014 год в секторе работало 392,1 тыс. человек. В 2016 году крупнейшими работодателями в сфере здравоохранения являлись Banner Health (39,8 тыс. человек, сеть больниц, медицинских лабораторий и реабилитационных центров), Honor Health (10,6 тыс. человек, сеть больниц и медицинских центров), Dignity Health (8 тыс. человек, сеть больниц и медицинских центров), Mayo Foundation (6,3 тыс. человек, сеть больниц и реабилитационных центров), Abrazo Community Health Network (4,5 тыс. человек, сеть больниц), Phoenix Children's Hospital (4,2 тыс. человек, детская больница), Carondelet Health Network (3,8 тыс. человек, сеть больниц), Tucson Medical Center (3,7 тыс. человек, региональная больница), Northern Arizona Healthcare (3,4 тыс. человек, сеть больниц и медицинских центров), IASIS Healthcare (3,4 тыс. человек, сеть больниц), Sonora Quest Laboratories (3,3 тыс. человек, сеть медицинских лабораторий), Cigna (2,9 тыс. человек, сеть больниц), Yuma Regional Medical Center (2,5 тыс. человек, региональная больница).
Крупнейшими работодателями в сфере образования являлись Аризонский университет (11,2 тыс. человек в Тусоне), Университет штата Аризона (8,8 тыс. человек в Темпе), Apollo Education Group (5,7 тыс. человек, сеть университетов и колледжей), Grand Canyon Education (3,5 тыс. человек, христианский университет Гранд-Каньон).

## Профессиональные и деловые услуги
По состоянию на 2014 год в секторе работало 384,2 тыс. человек (бухгалтеры, оценщики, финансовые, управленческие и ай-ти консультанты, юристы, технические контролёры, аудиторы, инвестиционные менеджеры, управляющие персоналом, бизнес-тренеры, архитекторы, инженеры). В 2016 году крупнейшим работодателем являлась компания ABM Industries (2,4 тыс. человек, управление инфраструктурными и промышленными объектами). В Финиксе базируются крупные юридические компании Fennemore Craig, Lewis Roca Rothgerber Christie и Snell & Wilmer.

## Туризм, гостиничное дело и досуг
По состоянию на 2014 год в секторе работало 286,4 тыс. человек. В Финиксе расположена штаб-квартира гостиничной сети Best Western. В 2016 году крупнейшими работодателями являлись Marriott International (3,5 тыс. человек, сеть отелей), Salt River Gaming Enterprises (3,4 тыс. человек, сеть казино), Starwood Hotels and Resorts (3,3 тыс. человек, сеть отелей), Gila River Gaming Enterprises (3,1 тыс. человек, сеть казино), Hilton (2,5 тыс. человек, сеть отелей), Troon Golf & Country Club (1,8 тыс. человек, загородный курорт), Casino del Sol Resort (1,5 тыс. человек, казино и курорт), International Cruise & Excursions (1,5 тыс. человек, туристические услуги).
Наиболее популярными туристическими локациями Аризоны являются Большой каньон, Подкова, Долина монументов, Аризонский кратер, каньон Антилопы, парк Сагуаро, парк Петрифайд-Форест, пики Сан-Франциско, парк Ред-Рок, замок Монтесумы и Тумстон. Крупнейшими отелями Финикса являются Sheraton Grand Phoenix, Hyatt Regency Phoenix и Hilton Suites.

## Финансовые услуги
По состоянию на 2014 год в секторе работало 193,2 тыс. человек. В 2016 году крупнейшими работодателями являлись Wells Fargo (15,1 тыс. человек, банковские услуги), Bank of America (9,8 тыс. человек, банковские услуги), JPMorgan Chase (9,5 тыс. человек, банковские услуги), American Express (7,1 тыс. человек, финансовые услуги), UnitedHealth Group (6,8 тыс. человек, страховые услуги), State Farm Insurance (5,2 тыс. человек, страховые услуги), USAA (3,6 тыс. человек, финансовые услуги), Charles Schwab Corporation (3,2 тыс. человек, финансовые услуги), Discover Financial Services (2,9 тыс. человек, финансовые услуги), Humana (2,6 тыс. человек, страховые услуги), The Vanguard Group (2,3 тыс. человек, финансовые услуги), Nationwide Mutual Insurance (1,8 тыс. человек, страховые услуги), Blue Cross Blue Shield of Arizona (1,5 тыс. человек, страховые услуги).

## Промышленность
Ведущими отраслями являются электронная, авиаракетная и космическая промышленность, а также пищевая и химическая промышленность. По состоянию на 2014 год в секторе работало 156 тыс. человек. В 2016 году крупнейшими работодателями являлись Intel (11,3 тыс. человек, производство микропроцессоров на заводе в Чандлере), Honeywell (10 тыс. человек, производство авиационных двигателей и электроники на заводах в Темпе и Тусоне), Raytheon Missile Systems (9,6 тыс. человек, производство ракетных систем на заводе в Тусоне), General Dynamics (4,3 тыс. человек, производство аэрокосмического и радиоэлектронного оборудования на заводе в Скотсдейле), Boeing (3,8 тыс. человек, производство вертолётов в Месе), W. L. Gore and Associates (3,1 тыс. человек, производство полимеров на заводе в Флагстаффе), Shamrock Farms (2,1 тыс. человек, производство молочных продуктов), PepsiCo (2 тыс. человек, производство прохладительных напитков на заводе в Финиксе), Microchip Technology (1,8 тыс. человек, производство микропроцессоров на заводе в Чандлере), Northrop Grumman Innovation Systems (1,5 тыс. человек, производство ракетной и аэрокосмической техники на заводе в Чандлере), Western Refining (1,5 тыс. человек, производство нефтепродуктов на заводе в Скотсдейле).
В Флагстаффе расположен завод кормов для животных компании Nestlé Purina PetCare, в Тусоне — завод электропроводки Leoni AG, в Каса-Гранде — заводы электрокаров Lucid Motors, полимерных композиционных материалов Hexcel Corporation, чипсов Frito-Lay и фармацевтическая фабрика Abbott Laboratories, в Кингмане — завод кухонного и сантехнического оборудования American Woodmark, в Толлисоне — мясокомбинат JBS S.A. и завод пластиковых изделий Berry Global, в Скотсдейле — заводы моющих средств Henkel и полицейских спецсредств Axon.

## Строительство
По состоянию на 2014 год в секторе работало 118,2 тыс. человек. Крупнейшими компаниями строительного сектора являются Fulton Homes (Темпе) и Meritage Homes (Скотсдейл).

## Информационные технологии
По состоянию на 2014 год в секторе работало 41,8 тыс. человек. В 2016 году крупнейшими работодателями являлись Amazon (6 тыс. человек, онлайн-торговля) и Go Daddy (3,5 тыс. человек, сетевые услуги). Также в Аризоне расположены научные, технические и колл-центры PayPal в Чандлере (2 тыс. человек) и Скотсдейле, Yelp в Скотсдейле (1,4 тыс. человек), McKesson в Скотсдейле (1,3 тыс. человек).

## Горнодобыча и заготовка леса
В Аризоне добывают медь, а также молибден и песок. По состоянию на 2014 год в секторе работало 13,7 тыс. человек. В 2016 году крупнейшими работодателями являлись Freeport-McMoRan (8 тыс. человек, добыча и выплавка меди и золота) и Asarco (2,2 тыс. человек, добыча и выплавка меди).

## Другие услуги
По состоянию на 2014 год в секторе работало 88,2 тыс. человек. В 2016 году крупнейшими работодателями являлись Cox Communications (3,1 тыс. человек, кабельное телевидение и интернет), CenturyLink (3,1 тыс. человек, стационарная телефонная связь, кабельное телевидение и интернет), Verizon Communications (2,8 тыс. человек, мобильная и стационарная телефонная связь, кабельное телевидение и интернет), CoreCivic (2,4 тыс. человек, сеть исправительных учреждений).

## Сельское хозяйство
Аризона относится к группе Горных штатов. Обширные территории малопригодны для сельского хозяйства (плато Колорадо, прорезанное глубокими каньонами, и пустыня Сонора), однако имеются и большие пастбища. Основные сельскохозяйственные культуры: хлопчатник, лимоны, мандарины, цветная капуста, латук и сеяные травы. Также в Аризоне культивируют пшеницу, танжело, грейпфруты, дыни и арбузы. Главным ареалом орошаемого земледелия является долина реки Солт-Ривер. 
Отгонное животноводство специализируется на выращивании коров и овец, на крупных агрокомплексах выращивают свиней и кур. Часто встречаются огромные скотоводческие ранчо площадью в несколько тысяч гектаров. Арканзас экспортирует мясо и шерсть, а также хлопок и цитрусовые.